# Avril 1804

## Événements
- 6 avril, France : suicide de Pichegru dans sa prison.
- 12 avril, France : loi du 24 germinal an XI ; interdiction du droit d’association et de réunion pour les ouvriers.
- 14 avril : Hardenberg devient ministre des Affaires étrangères de Prusse (fin en 1806)[1].
- 25 avril, Caucase : Salomon II (1784-1815) roi d’Imérétie, devient vassal de la Russie[2].

## Naissances
- 5 avril : Matthias Jakob Schleiden (mort en 1881), botaniste allemand.
- 7 avril : Salomon Müller (mort en 1863), naturaliste allemand.
- 15 avril : Abbé Moigno (mort en 1884), mathématicien français.

## Décès
- 9 avril : Jacques Necker, ministre de Louis XVI (°30 septembre 1732).
- 14 avril : Francisco Antonio de Lorenzana y Butrón, cardinal espagnol, archevêque de Tolède (° 22 septembre 1722).